# Sulsted Idrætsforening
Sulsted IF er en idrætsforening i Sulsted, der blev stiftet omkring 1931. Den første forhandlingsprotokol for fodbold, afdelingen er dateret til 1944. Der foreligger intet skriftligt materiale fra perioden 1931 til 1944.

## Afdelinger
Sulsted IFs fodboldafdeling har tre seniorhold på herre siden. Et i Serie 2, et i Serie 3 og et i Serie 5. På kvindesiden har Sulsted IF et senior hold i Serie 2.
I ungdomsrækkerne fra U10 til U19 samarbejder Sulsted IF med Vestbjerg IF. Sammenslutningen af de to klubber hedder SVIF.
I 2008 vandt Sulsted IF bronze i DM i futsal. I 2012-sæsonen røg Sulsted IF ud i de indledende runder. Sulsted har også i år et hold med i futsal ligaen
Sulsted IF har ikke kun en fodboldafdeling. De har også en badmintonafdeling, en gymnastikafdeling og en løbeklub.
Sulsted IF har tre badminton hold. 2 hold i Serie 1 og et hold i Serie 4.

## Arrangementer
Sulsted IF holder en gang om året den årlige "Idrætsuge" som noget nyt i år 2012 er det en hel uge. I idrætsugen er hele Sulsted samlet om begivenheden.[kilde mangler] Under idrætsugen er der også flere aktiviteter som "Sulsted Løbet" og skattejagt for de små. Traditionstro kommer Nørresundby Banks hoppepude altid op til de små, der ikke hele tiden gider at se fodbold. Idrætsugen 2012 varer hele uge 32. Sulsted holder også sif cup i indendørs fodbold hver år i år er det 33. Gang det bliver afholdt. Der har de seneste år været mere end 250 hold med fra hele Nordjylland. Stævnet afholdes i Sulsted hallen.